# Zghartā
Zghartā (arabiska: زغرتا) är en distriktshuvudort i Libanon. Den ligger i guvernementet Mohafazat Liban-Nord, i den norra delen av landet, 70 kilometer nordost om huvudstaden Beirut. Zghartā ligger 126 meter över havet och antalet invånare är 70 000.
Terrängen runt Zghartā är varierad. Runt Zghartā är det tätbefolkat, med 319 invånare per kvadratkilometer.. Närmaste större samhälle är Tripoli, 6,0 kilometer nordväst om Zghartā. 
Trakten runt Zghartā består till största delen av jordbruksmark.